# Cornucalanus simplex
Cornucalanus simplex is een eenoogkreeftjessoort uit de familie van de Phaennidae. De wetenschappelijke naam van de soort is voor het eerst geldig gepubliceerd in 1905 door Wolfenden.